# Buk-myeon, Gapyeong-gun
Buk-myeon (koreanska: 북면)  är en socken i kommunen Gapyeong-gun i provinsen Gyeonggi i den norra delen av Sydkorea, 60 km nordost om huvudstaden Seoul.